# 지쿠라정
지쿠라정(千倉町)은 지바현 아와군에 있던 정이다. 2006년 3월 20일에 지쿠라정, 도미야마정, 도미우라정, 미요시촌, 마루야마정, 와다정, 시라하마정과 신설 합병해 현재의 미나미보소시에 해당하기 때문에 소멸했다.

## 지리
보소반도 남부에 위치한다.
과거에는 '한 고등어'나 '봄 고등어', '가을 고등어'를 중심으로 한 고등어 어업이 활발했다. 그러나 1989년에 고등어 어획량이 1986년 이후 최저로 떨어지고, 이듬해인 1990년에는 그 6분의 1로 줄어드는 등 자원 고갈과 수온 저하로 인한 어획량 감소가 심각해졌다. 
전복 어업은 배를 이용한 형태로 이루어졌기 때문에 고등어 어업의 극심한 불황에 따라 배의 수가 줄어들어, 전복 어업은 급격한 감소를 겪게 되었다
마을 내에 있는 지바현 수산시험장은 1990년에 지쿠라 앞바다에 콘크리트 블록을 가라앉혀 어초를 만들고, 전복 치패를 대량 집중 방류하여 해중 목장화하는 양식에 착수, 1992년에 수확하여 기르는 어업으로 전환, 2001년에 보슈 지쿠라 어업으로 전환. 년에는 보슈 지쿠라 어업 협동조합이 전복 양식에 정식으로 착수하게 되었다
이러한 어업 등 번성했던 '구로시오 문화'의 하나인 '시라마즈 대제'는, 웅장하고 화려한 '오망渡し'등 춤을 중심으로, 시라마즈 히에지 신사에 약 1000년 동안 전해져, 1992년에 국가중요무형민속문화재로 지정되었다.
또한 '다카츠카 부동존'도 해상 안전과 풍어의 수호신으로 여겨지는 바다 생활과 연관되어 신앙되고 있다.
또한, 다카케 신사도 반카로쿠안노미노미코(磐鹿六雁命)를 제신으로 모시고 있으며, 일본 유일의 '일본 요리의 신'으로 알려져 있으며, '물고기의 신'으로도 불리며 바다와 관련이 있고, 고식에 따른 '칼식'을 봉납하고 있다.
전일본 대학 선수권 대회, 프로 대회도 열리는 서핑이 활발한 지역이다. 해수욕장도 많다.

## 역사
- 1889년 4월 1일 - 정촌제 시행과 함께 아사이군 아사히촌이 성립하였다.
- 1897년 4월 1일 - 아사이군이 아와군에 편입되었다.
- 1900년 6월 25일 - 정으로 승격해 아사이정이 되었다.
- 1954년 4월 1일 - 지쿠라정으로 개칭되었다.
  - 4월 1일 - 나나우라촌,다케다촌과 합병해, 새로운 지쿠라정 (2차)가 되었다.
  - 8월 1일 - 지토세과 합병해 새로운 지쿠라정(3차)이 되었다.
- 1955년 3월 15일 - 구 지토세촌의 일부가 도요다촌, 마루촌과 합병해 마루야마정이 성립하였다.
- 2006년 3월 20일 - 지쿠라정, 도미야마정, 도미우라정, 미요시촌, 마루야마정, 와다정, 시라하마정과 합병해 미나미보소시가 신설되어, 동일 지쿠라정, 마루야마정이 폐지되었다.

## 교통

### 철도
- 동일본 여객철도 (JR동일본)
  - 우치보 선

### 도로
- 국도 제128호선
- 국도 제410호선